# باراگانول
باراگانول (Bărăganul) یک کمون در شهرستان برایلا، منطقه مونتنیا رومانی است. این کمون تنها از یک روستا به همین نام تشکیل شده است.
باراگانول در دشت باراگان واقع شده و در ارتفاع ۳۵ متری از سطح دریا قرار دارد. این کمون در جنوب شهرستان برایلا، در فاصله ۶۳ کیلومتری جنوب غربی مرکز شهرستان برایلا واقع شده است. باراگانول در مرز با شهرستان یالومیتسا قرار دارد.
از نظر راه‌های ارتباطی، جاده ملی DN21 از این کمون می‌گذرد که از برایلا شروع شده و به شهر کالاراشی در ۷۴ کیلومتری جنوب کمون ختم می‌شود. همچنین جاده DN21A از باراگانول منشعب می‌شود و آن را به شهر تاندارئی در شهرستان یالومیتسا، در حدود ۲۴ کیلومتری جنوب شرقی، متصل می‌کند.